# Ristrutturazioni
Ristrutturazioni è un romanzo dello scrittore italiano Roberto Sturm pubblicato nel 2014, a due anni di distanza dal precedente Uomini di riviera, costruito con la stessa struttura narrativa: una serie di capitoli simili a racconti autonomi, ognuno con un proprio protagonista/punto di vista, che si intersecano in uno spazio di racconto comune.

## Trama
Parte prima. Macerie
La prima parte presenta sei diversi personaggi, ognuno dei quali è anche di volta in volta punto di vista: tre uomini e tre donne tra i 40 e i 50 anni, accomunati dal fatto di essere reduci da matrimoni naufragati o in crisi.
La vicenda ha inizio in autunno in una città che non viene mai nominata, ma nella quale è riconoscibile Ancona (una città di mare “a trecentocinquanta chilometri da Roma”, oltre gli Appennini) Laura, divorziata da 10 anni, sente tutta la fatica di tirare su da sola due figli adolescenti, mischiata al sentimento della mezza età. Sofia, sua coetanea, bella e elegante, ha sposato un facoltoso avvocato molto più anziano di lei e adesso vive negli agi; uscita a fare shopping con l'amica Ersilia, litiga con lei e le dice addio. Penelope, la commessa del negozio d'abbigliamento che ha servito le due amiche, riceve dalla proprietaria la notizia che gli affari vanno male e potrebbe anche licenziarla. All'uscita dal lavoro, cerca di far passare il tempo prima di chiamare Edoardo, il suo istruttore di tennis, un uomo sposato del quale è diventata da qualche tempo l'amante.
Marzio, Vanni e Raffaele, amici dall'infanzia anche se con il tempo hanno allentato i rapporti, si ritrovano puntualmente per una cena. Si sono conosciuti grazie al gioco del calcio praticato a livello amatoriale, hanno smesso tutti e tre insieme durante l'estate dei trent'anni. Mentre si reca all'appuntamento, Vanni incontra casualmente Laura, ex compagna di scuola, e trova il modo di farle sapere che Raffaele (del quale lei al tempo era invaghita) si è separato dalla moglie; ai tempi della scuola invece Raffaele correva dietro a Letizia, che non stava simpatica agli amici. Vanni, in crisi di rapporto con la moglie, si ritrova a pensare a Sofia, passione di gioventù che non vede da anni, neppure un casuale incontro in una città tutto sommato non troppo grande.
 Raffaele giunge all'appuntamento con gli amici con un lieve ritardo, ha perso tempo per finire di leggere il libro che ha per le mani.
Parte seconda. Puntellazioni
Nella seconda parte ritornano i tre personaggi maschili della prima parte, ai quali se ne aggiungono due femminili nuovi. La situazione personale e sociale dei protagonisti è più stabile che in precedenza, ma le coppie sono tutte in dissoluzione, anche se sembrano aprirsi prospettive per nuove relazioni.
Vanni è in crisi con la moglie Nicla, che gli rinfaccia una presunta relazione con la sua ex fiamma Sofia. Il caso vuole che proprio Sofia entri un giorno nell'agenzia bancaria dove Vanni lavora come sostituto cassiere. Negli stessi giorni Raffaele incontra per caso Letizia, l'ex compagna di scuola per la quale aveva preso una cotta da ragazzino; Letizia è molto cambiata e ammette di essersi comportata a quel tempo “veramente da stronza”.
La crisi economica ha molto ridotto il giro d'affari della concessionaria d'auto dove Marzio lavora come venditore. Anche il suo rapporto con la moglie Camilla è gravemente in crisi, e in questo non c'entra la breve relazione extraconiugale che lui ha avuto con una collega. Sua moglie Camilla, informatore farmaceutico, si reca nella clinica psichiatrica dove l'amica Nicla lavora come medico, perché ha saputo che si sta separando dal marito Vanni.
Parte terza. Letizia e Valdemiro
Protagonisti, e punto di vista a capitoli alterni, sono la compagna della quale era innamorato Raffaele ai tempi della scuola, e l'ex marito di Laura. 
Ogni fine settimana Letizia si reca in treno a Roma; la madre crede che frequenti corsi di aggiornamento professionale a causa della perdita del lavoro, in realtà ha incontri a pagamento con uomini facoltosi: ha preso infatti il posto della sua amica Diletta, che dopo un periodo di prostituzione di lusso si è ritirata per godersi i guadagni.
 Un giorno all'arrivo a Roma viene coinvolta in uno scippo e, rimasta senza denaro, accetta che un altro passeggero le paghi il taxi. L'uomo, che ha qualche anno più di lei, la invita per un aperitivo e si scopre che è originario della stessa città anche se da dieci anni vive a Roma. Valdemiro si è infatti allontanato da casa dopo la separazione da Laura, e da allora non rivede più i figli, ma è rimasto sempre legato all'ideale dell'ex moglie.
I due si scambiano il numero di telefono. Letizia si sente attratta da Valdemiro e medita persino di terminare il suo pendolarismo sessuale, che pure le dà un forte introito, per sistemarsi. Ma l'uomo sente che frequentando un'altra donna tradirebbe il pensiero di Laura, e getta via il numero senza chiamare.
Parte quarta. Crolli
Ritornano quattro protagonisti/punti di vista della prima parte, alle prese con scelte che riguardano la loro vita privata.
Quando la madre di Penelope muore, la prima persona che lei contatta istintivamente è l'ex marito Raffaele; e lui arriva e la aiuta con le incombenze, molto più del fratello Eraldo che durante la malattia della donna è sempre rimasto distante. Anche Edoardo, il maestro di tennis, si allontana da Penelope come se non volesse partecipare al dolore.
 Durante il suo giro di visite presso i medici, Camilla ripensa al suo rapporto con il marito Marzio; ritiene di aver fatto qualche passo per recuperare la situazione, ma lui non sembra reagire.
Quando hanno pranzato insieme dopo essersi rincontrati nell'agenzia dove lavora Vanni, Sofia gli ha lasciato il numero di telefono. Lui è rimasto sconvolto dalla ricomparsa della donna, da cui si sente molto attratto, e si rende conto che è in grado di cancellare dalla sua mente non solo la moglie Nicla ma anche il figlio.
Nicla, che si avvicina ai cinquant'anni, si è accorta che ultimamente il marito è molto distante con il pensiero; il proprio rapporto con il collega Massimo non è più quello appagante dei primi tempi, quando era un valido sostituto al gelo del suo matrimonio, e si ripromette di affrontare la questione di una riconciliazione con il marito.
Parte quinta. Edoardo e Guido
Punto di vista sono l'insegnante di tennis e l'anziano marito di Sofia.
Edoardo ritiene che la fine della sua relazione con Penelope sia una scelta della donna, e si rende conto di averle voluto bene più che alle altre con cui ha avuto relazioni extraconiugali. Guido accompagna la moglie Sofia a lezione di tennis; lei si è accorta che il maestro ha interrotto il rapporto privilegiato con Penelope.
Parte sesta. Ristrutturazioni
Ritornano quattro dei personaggi conosciuti in precedenza. In un modo o nell'altro, tutte le situazioni personali si risolvono o si stabilizzano indefinitamente.
Nicla confida all'amica Camilla che ha proposto a Vanni di cercare di recuperare il loro matrimonio, e il marito le ha detto di essersi visto alcune volte con la sua ex fidanzata, Sofia. Lei tuttavia, è determinata a lottare per tenersi il suo uomo. Raffaele ha conosciuto una donna di 11 anni più giovane, Valeria, e adesso si sente appagato anche se la sua ex moglie Penelope fa qualche goffo tentativo di riconciliazione.
Laura si rende conto di piacere ancora agli uomini, a quasi 50 anni di età; forse è giunto il momento di cancellare la ferrea regola che si è imposta alla separazione di Valdemiro, ormai i figli sono cresciuti e deve pensare di più a se stessa. Sofia, dopo il ritorno di fiamma della passione per Vanni, si sente appagata, ed è sicura che non tornerà più a sognarlo di notte. Il marito Guido, che si era accorto della sua distrazione ma non aveva detto nulla, la accoglie comprensivo.

## Personaggi
- Camilla, informatore farmaceutico, moglie di Marzio e madre di Achille e Federico.
- Edoardo, insegnante di tennis, marito di Olga, ha una relazione con Penelope, conosciuta sul campo di gioco.
- Guido Salvi, avvocato, 75 anni, marito di Sofia e padre di Francesco.
- Laura, vicina ai 50 anni, architetto, madre di Pietro (12 anni) e Maria Vittoria (10 anni), separata e poi divorziata da Valdemiro poco dopo la nascita della figlia. Da ragazza aveva una cotta per Raffaele.
- Letizia, intorno ai 45 anni ma ne dimostra 10 di meno, dopo aver perduto il lavoro è tornata a vivere con la madre. Ogni fine settimana si reca a Roma dove ha un giro di clienti che pagano per le sue prestazioni sessuali.
- Marzio, venditore in una concessionaria d'automobili, il suo rapporto con la moglie Camilla è in crisi; da ragazzo giocava come centravanti in una squadra di quartiere insieme a Vanni e Raffaele.
- Nicla, medico psichiatra, madre di Matteo e moglie di Vanni; il rapporto fra i due è in crisi.
- Penelope, commessa in un negozio di abbigliamento; dopo il divorzio dal marito Raffaele ha iniziato una relazione con il proprio maestro di tennis, Edoardo, che è un uomo sposato.
- Raffaele, coetaneo e amico da una vita di Marzio e Vanni, vive separato dalla moglie Penelope; questo è probabilmente il personaggio che più riassume caratteristiche e gusti personali dell'autore.
- Sofia, vicina ai 50 anni, moglie dell'avvocato Guido Salvi che ha 25 anni più di lei, sposato dopo una lunga relazione con Vanni. Dal matrimonio con Guido è nato Francesco.
- Valdemiro, sceneggiatore per la Rai, ex marito di Laura, malgrado siano passati dieci anni dalla loro separazione ritiene di continuare a essere fedele al ricordo della moglie e non vuole relazioni con altre donne.
- Vanni, 50 anni circa, dipendente bancario, si sta separando dalla moglie Nicla; i due hanno un figlio, Matteo.

## Critica
La prospettiva dei racconti di Sturm si allarga dalla provincia in fin dei conti soffocante del precedente romanzo, Uomini di riviera, all'Italia intimamente provinciale del ventennio a cavallo del millennio, malgrado Ristrutturazioni non si possa definire un testo minimalista.
Il romanzo mette in scena una generazione vicina ai cinquant’anni che sente di avere sbagliato scelte di vita; non una “generazione perduta” bensì una generazione “sperduta” che si ritrova di fronte i fantasmi sentimentali della vita precedente. I personaggi si sentono impantanati in un mondo angusto da cui provano a fuggire senza troppa convinzione; sono accomunati da un sentimento di sconfitta che si manifesta come inquietudine esistenziale e sessuale, le loro relazioni di coppia sono disfatte o in disfacimento; convinti di avere sbagliato a qualche punto cruciale della propria vita, hanno comunque la convinzione di essere ancora in tempo per recuperare.
Il tentativo di “ristrutturazione” delle loro vite tuttavia non sembra andare a buon fine; i protagonisti appaiono indecisi, smarriti, prigionieri di routine di vita e riti sociali che non riescono a spezzare, se non transitoriamente e con il tentativo di trovare completezza fuori di sé, in un amore vissuto come antidoto a un'esistenza che a cinquant'anni deve sembrare desolatamente vuota.
L'autore tenta di mettere ordine nelle esistenze dei suoi personaggi, in lenta deriva, che il lettore si trova a osservare dall'esterno ma senza troppo distacco. La scelta stilistica di Sturm rifugge l'effetto drammatico; ogni evento suscettibile di provocare un cambiamento nella situazione avviene “fuori scena”, le svolte nella trama e i colpi di scena ci sono in ogni capitolo, ma l'autore si concentra non sui fatti, bensì sugli effetti che producono nella vita dei protagonisti.

## Edizioni
- Roberto Sturm, Ristrutturazioni, Ancona, Italic Pequod, 2014,  p. 160, ISBN 978-88-98505-48-7.